# Paréac
Paréac település Franciaországban, Hautes-Pyrénées megyében. Lakosainak száma 76 fő (2022. január 1.). Paréac Orincles, Bourréac, Escoubès-Pouts és Julos községekkel határos.

## Népesség
A település népességének változása:
| Lakosok száma | 62   | 60   | 59   | 63   | 67   | 71   | 73   | 76   | 76   |
|               | 2013 | 2015 | 2016 | 2017 | 2018 | 2019 | 2020 | 2021 | 2022 |